# Braunschweiggasse (metropolitana di Vienna)
Braunschweiggasse è una stazione della linea U4 della metropolitana di Vienna ubicata nel 13º distretto.

## Descrizione
La stazione si estende parallelamente al corso del fiume Wien. Fu completata nell'ottobre 1896 ed entrò in servizio il 1º giugno 1898 come fermata della Stadtbahn, la ferrovia urbana servita da treni a vapore. Si trovava sul percorso della  Obere Wientallinie che collegava la stazione di Vienna Hütteldorf con la stazione di Meidling Hauptstraße. A partire dal 1925 fu servita dalla Stadtbahn elettrificata.
La stazione fu completamente distrutta il 21 febbraio 1945 durante uno dei bombardamenti della seconda guerra mondiale, con la conseguente perdita della struttura originale progettata da Otto Wagner e rimase quindi inutilizzabile fino al 28 novembre 1948, quando venne riaperta al traffico completamente ricostruita. Tra la fine degli anni settanta e l'inizio degli anni ottanta la stazione fu nuovamente ristrutturata per la riconversione in stazione di metropolitana. L'entrata in servizio è avvenuta il 20 dicembre 1981.
La stazione è a cielo aperto e ai treni si accede da banchine laterali, una per ciascun senso di marcia.

## Ingressi
- Braunschweiggasse
- Jenullgasse